# Мой любимый враг (роман)
«Мой любимый враг» — дебютный роман Салли Торн, впервые выпущенный в 2016 году издательством William Morrow Paperbacks. В 2018-м книга стала бестселлером USA Today. Её выпуск состоялся более, чем в 25 странах. «Мой любимый враг» входит в список 20 лучших романтических романов по версии журнала Опры Уинфри O, The Oprah Magazine.
Главные роли в экранизации книги, доступной к просмотру в российских онлайн-кинотеатрах, исполнили Люси Хейл и Остин Стоуэлл.

## Экранизация
О начале производства фильма «Мой любимый враг» стало известно в мае 2019 года. В ноябре 2020 года в СМИ появилась информация, что главные роли в картине исполнят Люси Хейл и Остин Стоуэлл. Съемки фильма начались 21 ноября 2020 года в Нью-Йорке. 